# Аглаонема
Аглаонема (Aglaonema) — рід вічнозелених трав і напівчагарників родини ароїдні, (Araceae). В роду за одними даними 50 видів, за іншими 23 види.

## Будова
Має великі продовгуваті листки, що ростуть з короткого стебла. У молодих рослин стебла майже не видно, тоді як у дорослих він помітний з рубцями від листків.

## Поширення та середовище існування
Походить з Південно-Східної Азії.

## Практичне використання
Деякі культивуються як кімнатні декоративні рослини. Згідно з довідниками — рослина гарно переносить тінь. Тіньолюбні лише ті види, що мають суцільні зелені листки. Особини з строкатими листками — потребують більше світла. Квітникарі вважають їх одними з найпростіших для вирощування рослин.

## Галерея

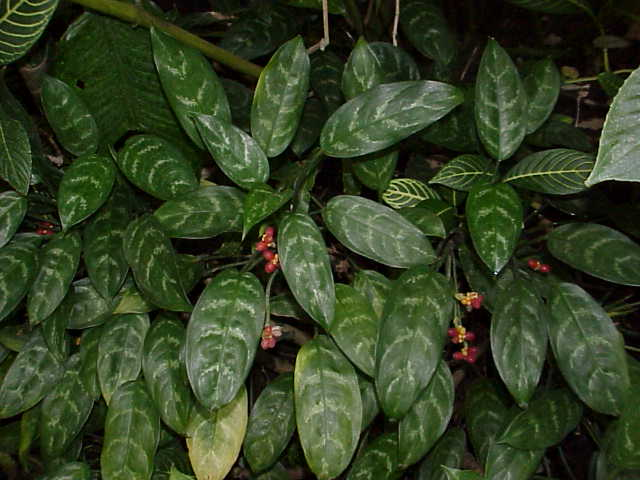
Aglaonema commutatum
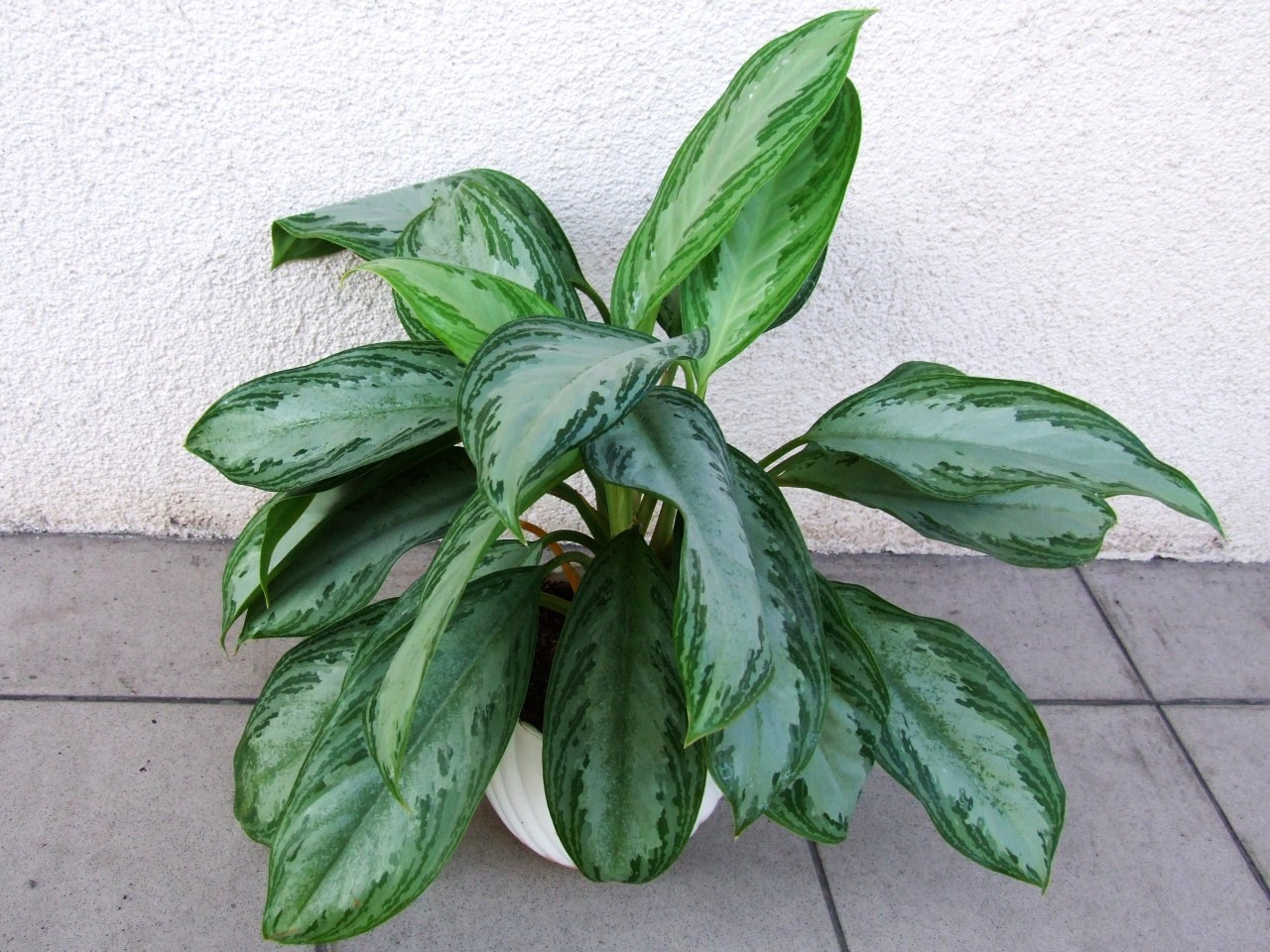
Aglaonema commutatum
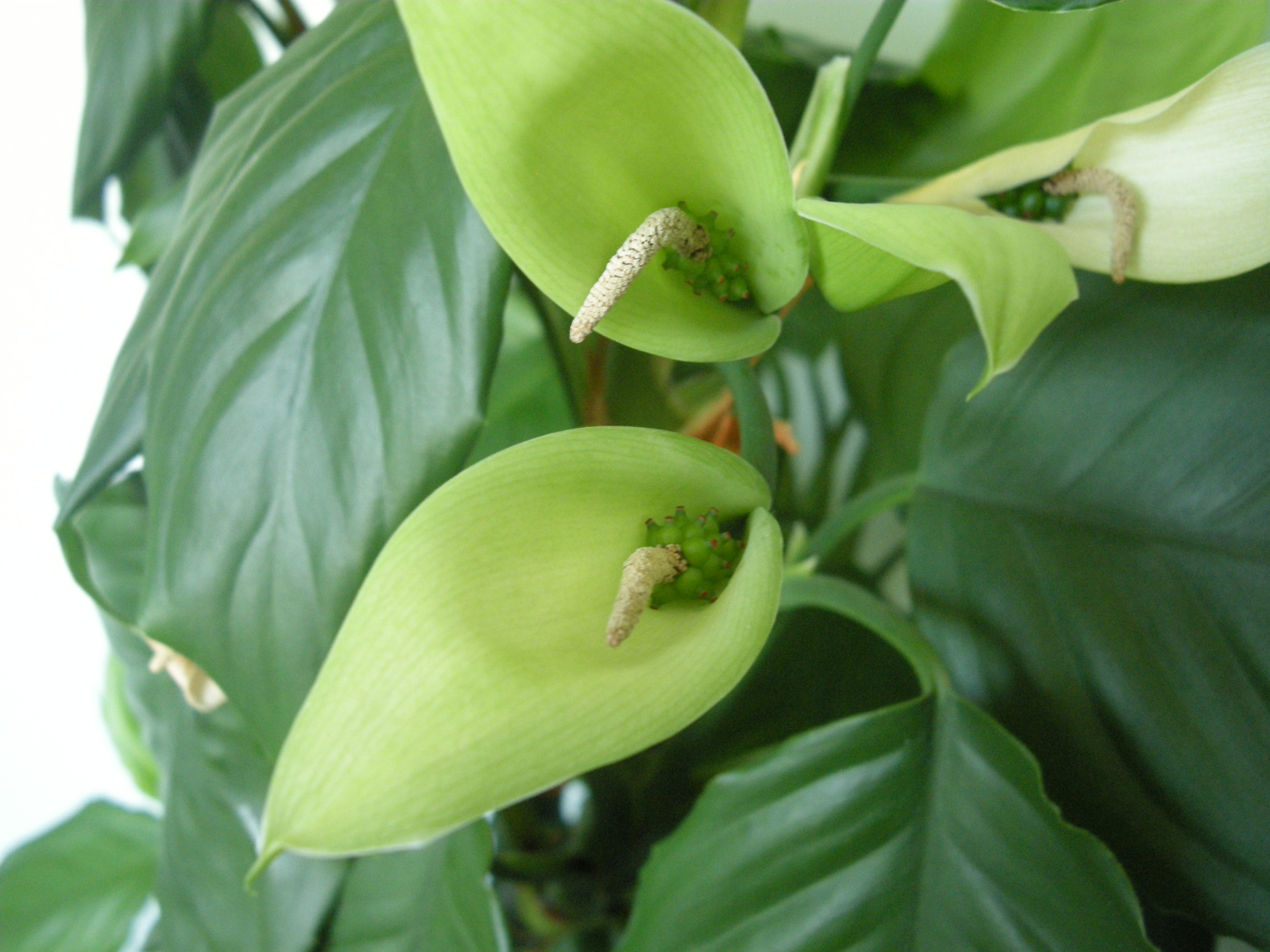
Aglaonema simplex
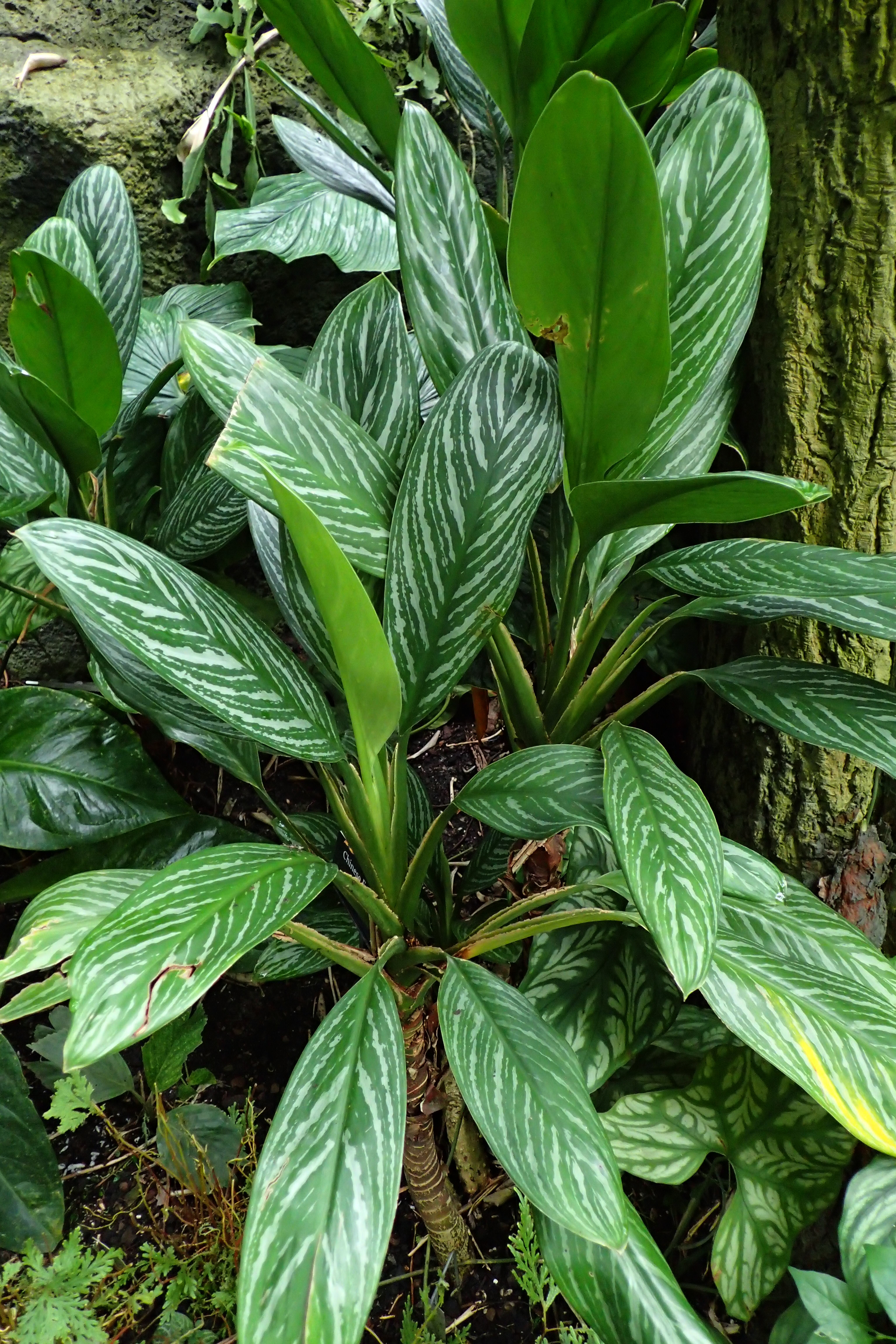
Aglaonema nitidum